# Anisostachya capuronii
Anisostachya capuronii är en akantusväxtart som beskrevs av Raymond Benoist. Anisostachya capuronii ingår i släktet Anisostachya och familjen akantusväxter. Inga underarter finns listade i Catalogue of Life.